# Húnaþing vestra
Húnaþing vestra is een gemeente in het noordwesten van IJsland aan de baai Húnaflói in de regio Norðurland vestra. Het heeft 1173 inwoners (in 2005) en Hvammstangi is met 581 inwoners (in 2005) de grootste plaats in de gemeente. De op een na grootste plaats is Laugarbakki met 76 inwoners (in 2005). De gemeente ontstond in 1998 door het samenvoegen van zeven gemeentes: Staðarhreppur, Fremri-Torfustaðahreppur, Ytri-Torfustaðahreppur, Hvammstangahreppur, Kirkjuhvammshreppur, Þverárhreppur en Þorkelshólshreppur.
Húnaþing vestra · Húnabyggð · Skagabyggð · Skagafjörður · Skagaströnd